# 上邁丹
48°36′51″N 24°39′51″E / 48.61417°N 24.66417°E
上邁丹（烏克蘭語：Верхній Майдан），是烏克蘭的村落，位於該國西部伊萬諾-弗蘭科夫斯克州，由納德沃爾納亞區負責管轄，始建於1240年，面積17.7平方公里，2001年人口1,504，人口密度每平方公里85人。